# H.a.n.d.
h.a.n.d.(일본어: ハ・ン・ド, Hokkaido Artists' Network and Development)는 일본의 비디오 게임 개발사이다. 이 기업은 원래 맥 플랫폼이 널리 알려지기 전에 대학에 매킨토시 하드웨어와 소프트웨어를 판매하는 서비스로서 시작했다. 이 부문에 경쟁이 치열해지자 h.a.n.d.는 오리지널 소프트웨어 개발로 방향을 틀었다.

## 게임 목록
- 2000년: 트레저 스트라이크(Treasure Strike)
- 2004년: 트레저 스트라이크: 풀 스윙(Treasure Strike: Full Swing)
- 2009년: 킹덤 하츠 358/2 Days
- 2009년: 뿌요뿌요 7
- 2011년: 뿌요뿌요!! 20th 애니버서리
- 2012년: 아이 엠 스타!
- 2015년: 죠죠의 기묘한 모험 Eyes of Heaven
- 2018년: 스낵월드: 더 던전 크롤 골드
- 2018년: 멋진 이 세계: 파이널 리믹스
- 2020년: 22/7 온가쿠노지칸
- 2021년: 레이튼 미스터리 저니: 일곱 대부호의 음모
- 취소됨: 초코보 레이싱